# Live in Ireland
| Оценки критиков | Оценки критиков |
| Источник        | Оценка          |
| --------------- | --------------- |
| AllMusic        | без оценки      |

Live in Ireland — концертный альбом американской певицы Джуди Коллинз, выпущенный 24 марта 2014 года на лейбле Wildflower Records по лицензии Cleopatra Records.

## Об альбоме
Данный концертный альбом содержит избранные треки из концерта, данного 29 сентября 2013 года в замке Дромоленд, графство Клэр, Ирландия.
На пластинке представлены как классические хиты певицы типа «Chelsea Morning», «Cat’s in the Cradle» и «Bird on a Wire», так и многие из её любимых ирландских песен, в том числе «She Moved Through the Fair» (с участием Мэри Блэк), «Wild Mountain Thyme» и «Danny Boy». Примечательно, что для работы Коллинз привлекла в основном ирландских музыкантов. Сама Коллинз также является ирландкой по отцу, уже с детства она пела ирландские народные песни и продолжила это делать во время своей профессиональной карьеры, этим концертом она хотела отдать дань уважения своему происхождению и ирландской культуре.
Также велась и видеозапись выступления, которая была показана на телеканале PBS в 2014 году.

## Список композиций
| №                   | Название                     | Автор(ы)                           | Длительность |
| ------------------- | ---------------------------- | ---------------------------------- | ------------ |
| 1.                  | «Wild Mountain Thyme»        | Фрэнсис Макпик                     | 4:45         |
| 2.                  | «Chelsea Morning»            | Джони Митчелл                      | 3:19         |
| 3.                  | «Gypsy Rover»                | Лео Магуайр                        | 3:33         |
| 4.                  | «Barbara Allen»              | народная                           | 4:33         |
| 5.                  | «Grandaddy»                  | Джуди Коллинз                      | 4:03         |
| 6.                  | «New Moon Over the Hudson»   | Джуди Коллинз                      | 3:11         |
| 7.                  | «The Cat’s in the Cradle»    | Гарри Чапин                        | 4:27         |
| 8.                  | «John Riley»                 | народная                           | 4:27         |
| 9.                  | «She Moved Through the Fair» | народная                           | 5:12         |
| 10.                 | «The Fire Plays»             | Ари Хест                           | 4:01         |
| 11.                 | «Innisfree»                  | Хэмилтон Кэмп, Уильям Батлер Йейтс | 4:02         |
| 12.                 | «Danny Boy»                  | народная                           | 3:23         |
| Общая длительность: | Общая длительность:          | Общая длительность:                | 48:56        |